# Gernot Jurtin
Gernot Jurtin (9. října 1955 Scheifling – 5. prosince 2006 Altenmarkt im Pongau) byl rakouský fotbalista, útočník. Zemřel 5. prosince 2006 ve věku 51 let na rakovinu.

## Fotbalová kariéra
V rakouské bundeslize hrál za SK Sturm Graz, nastoupil ve 378 ligových utkáních a dal 116 gólů. V nižších soutěžích hrál za Kapfenberger SV a SV Lebring. V Poháru vítězů pohárů nastoupil v 6 utkáních a dal 1 gól a v Poháru UEFA nastoupil v 11 utkáních a dal 5 gólů. Za reprezentaci Rakouska nastoupil v letech 1979–1983 ve 12 utkáních dal 1 gól. Byl členem rakouské reprezentace na Mistrovství světa ve fotbale 1982, nastoupil ve 2 utkáních. V sezóně 1980/81 byl nejlepším střelcem rakouské bundesligy.

## Ligová bilance
| Ročník                                | Zápasy | Góly | Klub            |
| ------------------------------------- | ------ | ---- | --------------- |
| Rakouská fotbalová Bundesliga 1974/75 | 30     | 7    | SK Sturm Graz   |
| Rakouská fotbalová Bundesliga 1975/76 | 27     | 5    | SK Sturm Graz   |
| Rakouská fotbalová Bundesliga 1976/77 | 36     | 8    | SK Sturm Graz   |
| Rakouská fotbalová Bundesliga 1977/78 | 34     | 10   | SK Sturm Graz   |
| Rakouská fotbalová Bundesliga 1978/79 | 35     | 18   | SK Sturm Graz   |
| Rakouská fotbalová Bundesliga 1979/80 | 35     | 13   | SK Sturm Graz   |
| Rakouská fotbalová Bundesliga 1980/81 | 34     | 19   | SK Sturm Graz   |
| Rakouská fotbalová Bundesliga 1981/82 | 25     | 7    | SK Sturm Graz   |
| Rakouská fotbalová Bundesliga 1982/83 | 30     | 8    | SK Sturm Graz   |
| Rakouská fotbalová Bundesliga 1983/84 | 25     | 6    | SK Sturm Graz   |
| Rakouská fotbalová Bundesliga 1984/85 | 23     | 3    | SK Sturm Graz   |
| Rakouská fotbalová Bundesliga 1985/86 | 28     | 10   | SK Sturm Graz   |
| Rakouská fotbalová Bundesliga 1986/87 | 16     | 2    | SK Sturm Graz   |
| Rakouská Erste Liga 1987/88           | 31     | 2    | Kapfenberger SV |
| CELKEM 1. liga                        | 378    | 116  |                 |